# ペントハウス (雑誌)
ペントハウス (Penthouse) は、ボブ・グッチョーネが創刊した男性向け月刊雑誌である。都会的なライフスタイルを紹介する記事にソフトコア・ポルノ写真を組み合わせ、1990年代にハードコアへ発展した
グッチョーネはアメリカ人だが本誌は1965年にイギリスで創刊され、1969年9月からアメリカでも発行される。
『ペントハウス』は2016年からペントハウス・グローバル・メディア・インクが所有した。同社の破産後、その資産は2018年6月に XVideos の親会社 WGCZ Ltd. が買収した。
『ペントハウス』のロゴは、雌記号（♀）と雄記号（♂）を組み合わせて鍵を模した。同誌のセンターフォールドを飾るモデルはペントハウス・ペットと称され、このロゴをモチーフにしたネックレスを身につけるのが通例になっている。

## 発行の歴史
『ペントハウス』は、ヒュー・ヘフナーの『プレイボーイ』に対抗する雑誌として、1965年にイギリスで、1969年に北米で発行を開始した。『プレイボーイ』よりもセンセーショナルな内容で、記事の執筆はヘフナーの高級感を強調したものよりもはるかに調査的で、政府の隠蔽やスキャンダルに関する記事を掲載していた。シーモア・ハーシュ、クレイグ・S・カーペル、ジェームズ・デイル・デビッドソン、アーネスト・フォルクマンなどのライターが、アメリカ政府上層部の数々のスキャンダルや汚職を暴露した。
リソースがなかったため、グッチョーネは雑誌の創刊号に登場するモデルのほとんどを自分で撮影した。グッチョーネは、写真撮影の専門的な訓練を受けておらず、絵画の知識を写真撮影に応用した。その結果生まれたソフトフォーカスの写真は、『ペントハウス』の特徴となった。グッチョーネは、撮影が完了するまでに数日かかることもあった。
雑誌の成功により、グッチョーネは公然と贅沢な生活をするようになった。グッチョーネはマンハッタンのアッパー・イースト・サイドに2千平方メートルの豪邸を構えた。しかし、ヘフナーがプレイボーイ・マンションで乱痴気騒ぎを繰り広げていたのとは対照的に、1970年代の性の革命の絶頂期にあっても、グッチョーネの豪邸での生活は驚くほど落ち着いていた。グッチョーネは、DJとして雇われていた地元のラジオパーソナリティをボディガードに追い出してもらい、裸でプールに飛び込んだこともあったと報じられている。

### トレイシー・ローズとヴァネッサ・ウィリアムス
『ペントハウス』1984年9月号のセンターフォールドを飾ったトレイシー・ローズが、後に物議を醸すことになった。この号でローズがヌードを披露したときは、AV女優としてのキャリアをスタートさせたばかりの頃だった。後に、ローズはポルノ業界でのキャリアの大半において未成年であり、『ペントハウス』に掲載されたときはまだ15歳であったことが明らかになった。
同じ号に掲載されたヴァネッサ・ウィリアムスのヌード写真も論争を呼んだ。『ペントハウス』は、長年にわたり、マドンナやヴァネッサ・ウィリアムスのような有名人の写真について、未承諾のものも掲載してきた。どちらの場合も、その写真はキャリアの早い時期に撮影され、マドンナやウィリアムズが有名になってから『ペントハウス』に販売されたものである。ウィリアムズの場合は、これが原因でミス・アメリカ1984を一時強制的に辞退させられることになった。

### ソフトコア路線からハードコア路線への転換と復帰
『ペントハウス』は当時一般的に販売されていた多くの男性誌よりも、より露骨な内容を提供していた。女性の陰毛を見せたのはこの雑誌が初めてで、その後、正面からの全裸、そして外陰部と肛門を露出したものがそれに続いた。1960年代の終わりまで、公に流通する出版物で女性の臀部や乳房以上のものを表示することは認められておらず、猥褻罪に問われる危険性があった。低予算のアングラ雑誌のみが女性の性器や露骨なポーズを掲載していた。しかし、カウンターカルチャー運動により、性的態度がますます自由になり、一連の裁判所の判決により、ポルノに対する法的規制のほとんどが廃止された。
1998年に『ペントハウス』はフォーマットを変更し、口腔、膣、肛門に挿入されている性的に露骨な写真を掲載し始めた。それまでは違法な猥褻物の限界とされていた、女性モデルの排尿シーンも定期的に掲載した。
所有者が変わった2005年1月号から、雑誌の内容は大幅に変更された。『ペントハウス』では、男性器や、実際の男女間のセックスなど、露骨なハードコアコンテンツは一切掲載されなくなった。この変更により、一部のメインストリームの広告主が戻ってきたが、購読者数を大幅に増やすことはできず、総発行部数は依然として35万部を下回っている。

### 印刷版休刊の発表
2016年1月15日に当時のオーナーであるフレンドファインダー・ネットワークスが、『ペントハウス』の印刷版を休刊にし、全てデジタルに移行すると発表した。しかし、マネージング・ディレクターのケリー・ホランドはすぐにこの決定を否定し、印刷版の存続を約束した。

## 財務的な歴史
2010年に死去したグッチョーネは、成功の絶頂期にはアメリカで最も裕福な人物の一人とみなされていた。1982年に『フォーブス400』の大富豪ランキングに掲載され、純資産4億ドルと報告された。2002年4月の『ニューヨーク・タイムズ』紙の記事によれば、ペントハウスの過去30年間の売上高は35億ドルから40億ドル、純利益は5億ドル近くに上るとグッチョーネは述べていた。
ペントハウスは、現金調達と負債削減のために、1999年に自動車雑誌のタイトルを3300万ドルで全米自動車出版グループのピーターソン・オートモーティブに売却した。
売却した雑誌は成功したが、科学雑誌の『オムニ』（Omni）、健康雑誌の『ランジェヴィティ』（Longevity）により1億ドル近くの損失を出し、最終的な財政難の原因となったことが広く報じられている。

### 破産
2003年8月12日に同誌の親会社のゼネラル・メディア社が連邦破産法第11章の適用を申請した。2003年10月、債権者との取引の一環として『ペントハウス』誌が売りに出されることが発表された。
申請直後にサーベラス・キャピタル・マネジメント社は、ゼネラル・メディア社へ運転資金を提供するため、ゼネラル・メディア社に500万ドルの占有継続債務を設定した。2004年11月13日にグッチョーネは、ゼネラル・メディア社の親会社であるペントハウス・インターナショナルの会長兼CEOを辞任した。
ペントハウスは、2013年9月17日に破産保護を申請した。同誌のオーナーであるFriendFinder社の株式は公開市場での取引が中止され、2013年8月にはNasdaqから上場廃止となった。

### 買収
2016年2月にペントハウス・エンターテインメントのマネージング・ディレクターであるケリー・ホランドが設立した新会社ペントハウス・グローバル・メディアが、FriendFinder社からペントハウスのブランドを買収した。
ペントハウス・グローバル・メディアは、2018年1月11日に負債関連の問題に対処するため、連邦破産法第11章を申請した。
ペントハウス・グローバル・メディアの全資産は、2018年6月4日に破産オークションで、XVideosを運営するWGCZ Ltd.に1,120万米ドルで落札された。このオークションには、MindGeekなどの企業も参加していた。

## 賞と栄誉
『ペントハウス』の論説は、学術分野の一部で賞賛され認められた。1975年に「ベトナム帰還兵の福祉や現代社会における犯罪の問題など現代の重要な問題に編集上の注意を向けたこと」が評価され、ブランダイス大学から表彰された。
2013年にバリー・アヴリッチは、グッチョーネの人生を描いたドキュメンタリー映画Filthy Gorgeous: The Bob Guccione Story（卑猥で豪華: ボブ・グッチョーネの物語）を製作した。この映画は2013年9月9日にトロント国際映画祭でプレミア上映された。2013年11月にカナダとアメリカでテレビ放映された。

## 国際版
2015年現在
- オーストラリア版
- ブルガリア版（休刊）
- オランダ版
- ドイツ版
- ギリシア版
- 香港版（休刊）
- ハンガリー版
- 日本版（休刊）
- ニュージーランド版
- ポルトガル版
- ロシア版
- スペイン版
- タイ版
- イギリス版
- アメリカ版

### 日本版
1983年3月から講談社で「月刊PENTHOUSE」として刊行されたが1988年12月号で休刊となった。
1995年1月からぶんか社より「PENTHOUSE JAPAN」として刊行された。その後「PENT-JAPANスペシャル」と改称したが、2014年に休刊した。

## その他の事業

### 映画
1976年、グッチョーネは個人資産約1,750万ドルを使って歴史大作ポルノ映画『カリギュラ』の制作を開始した。マルコム・マクダウェル、ヘレン・ミレン、ジョン・ギールグッド、ピーター・オトゥールといった豪華なキャストを起用し、イタリアのポルノ映画界の巨匠・ティント・ブラスが監督を務めた。1979年に公開され、大ヒットを記録した。

### その他の出版事業
また、グッチョーネは雑誌『オムニ』『ビバ』『ロングライフ』も創刊した。後にアメリカ版『ヴォーグ』の編集長となるアナ・ウィンターの編集者としての最初の仕事は、『ビバ』のファッションエディターだった。
さらに、文章を中心とした『ペントハウス・フォーラム』を創刊した。2000年代初頭には、性的に露骨なストーリーが特徴のコミック・ブック『ペントハウス・コミックス』を創刊したが、短命に終わった。

### ビデオ
1983年、ペントハウスはベストロン・ビデオと提携してペントハウス・ビデオレーベルを立ち上げた。1991年、ペントハウス・ビデオはA*ビジョン・エンターテインメントと契約を結び、成人向けビデオのリリースを開始した。

### カジノ
1970年、イギリス・ロンドンのペントハウスクラブがカジノを運営した。しかし、翌年には賭博当局からカジノライセンスを取り消された。
1972年、ペントハウスはユーゴスラビア（現・クロアチア）のクルク島に4,500万ドルを投じてカジノ「ペントハウス・アドリアティック・クラブ」をオープンした。このカジノは翌年、破産申請をして閉鎖された。
1978年、ペントハウスはニュージャージー州アトランティックシティに「ペントハウス・ボードウォーク・ホテル・アンド・カジノ」の建設を開始した。しかし、追加資金を調達することができず、1980年に建設を中止した。このプロジェクトは、1993年にドナルド・トランプが敷地を取得するまで、休止状態にあった。

### モータースポーツ

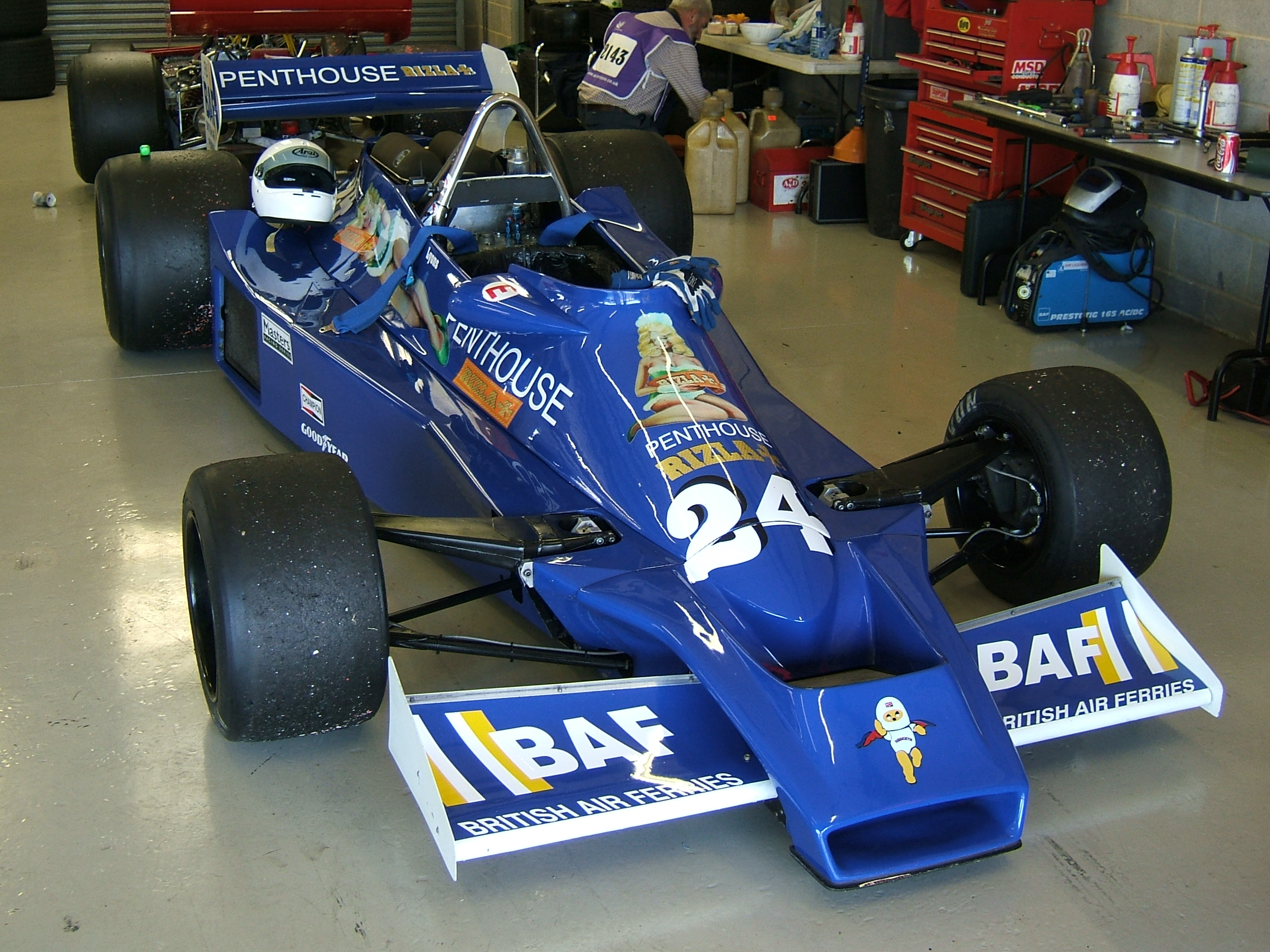
A Hesketh 308E in 1977's Penthouse Rizla Racing livery

ペントハウスは、スプリントカー・レースのワールド・オブ・アウトローで、ランディー・ハナガンのスポンサーを務めている。
ペントハウスは、1970年代後半から1980年代前半にかけて、フォーミュラ1（F1）のヘスケス・レーシングとRAMのスポンサーを務め、F2でも1981年にマウラー・モータースポーツのメインスポンサーとなった。

## フェミニズムグループによる反対運動
1984年12月、ラディカル・フェミニズムのグループが、"National Rampage"（全国的暴動）というペントハウスに対する反対運動を開始した。メリッサ・ファーリーとニッキー・クラフトが中心となって、この雑誌を売っている店に行って雑誌を破ったり、ウィスコンシン州マディソンの書店の前でボブ・グッチョーネの像を燃やしたりした。1985年後半になると、このグループは『ペントハウス』を印刷しているメレディス・コーポレーションに注目し始めた。彼女たちはメレディス社の株を購入して株主総会に出席した。彼女たちは発言を許されなかったが、上着を脱ぎ、中に着ていたTシャツにプリントした、『ペントハウス』に掲載された緊縛の画像を見せた。その中の2つのポーズは、ファーレイが死体を連想させると解釈したものだった。